# Alize Lily Mounter
Alize Lily Mounter, née le 29 septembre 1988 à Cardiff au Pays de Galles, est un mannequin britannique, ayant remporté le titre de Miss Angleterre 2011.

## Biographie
Alize Lily Mounter est née d'un père gallois et d'une mère hongroise. Elle est l'aînée de deux filles, sa grand-mère Pam Mounter a été élue Miss Brynna en 1961.
Elle fait ses études à l'école de Llandaff à Cardiff, puis au Bryn Celynnog Comprehensive School (en). 
Elle déménage du Pays de Galles pour Londres après avoir été finaliste de l'émission Next Top Model (en) pour l'Angleterre et poursuit des études. Elle est titulaire d'un baccalauréat en journalisme et art dramatique à l'Université de Roehampton.